# Marie Cornélie Falcon
Marie Cornélie Falcon (francès: Cornélie Falcon)  (París, 28 de gener de 1814 - París, 25 de febrer de 1897) fou una cantant d'òpera francesa del segle xix. Tenia un registre molt particular de soprano dramàtica amb foscos greus de mezzosoprano i aguts curts. Aquesta particularitat va originar que cantants amb aquestes característiques fossin anomenades des d'aleshores "sopranos Falcon".
Gran actriu, de presència imponent i estranya veu, va captivar les audiències parisenques. Es va consagrar en el paper d'Alice de Robert le diable, de Meyerbeer, el 1832, durant una representació a la qual van assistir María Malibrán, Rossini, Berlioz, Cherubini, Alfred de Musset, Théophile Gautier i altres celebritats a l'Opera de París.
La seva carrera va durar amb prou feines sis anys, perquè se suposa que va abusar del seu instrument més enllà de les seves capacitats malmetent-se'l prematurament.

Va crear els rols de Rachel a La Juive, de Halevy, i la Valentine, de Les Huguenots, de Giacomo Meyerbeer. El 1837 va crear la Stradella, de Niedermeyer, en la segona representació la seva veu s'havia extingit per sempre.

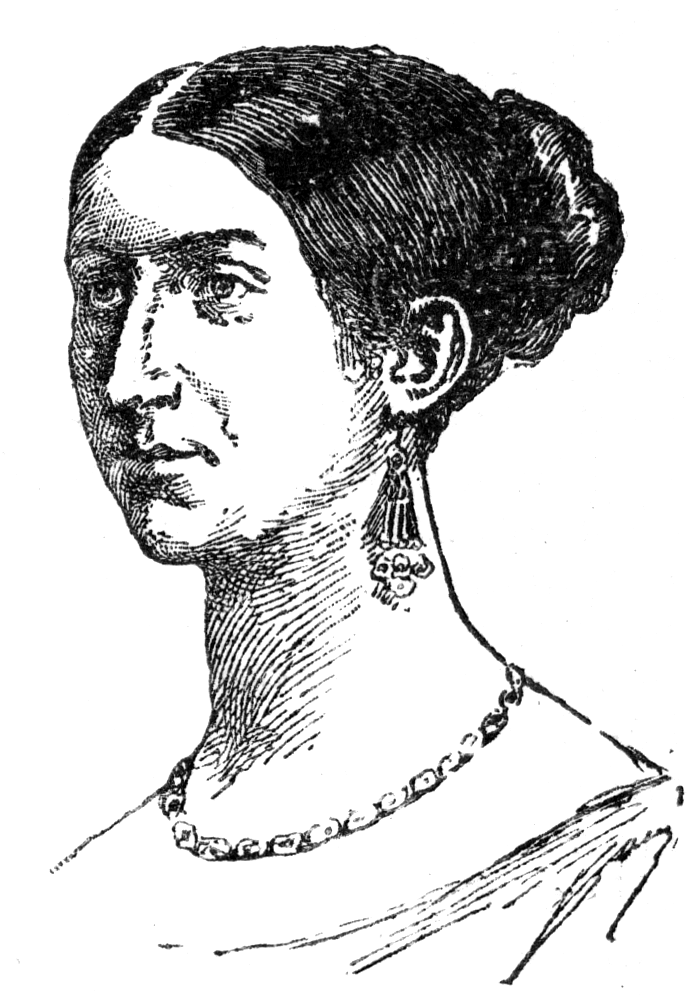

## La tipologiaFalcon
Com que el seu rang natural era el d'una soprano dramàtica, la Falcon era capaç d'arribar sense esforç als aguts, a més a més de tenir mitjans i greus ferms. Aquesta manera de cantar va crear estil i Richard Wagner va escriure tres papers per a la tesitura d'una mezzosoprano amb les habilitats de la Falcon, és a dir, amb condicions de soprano. Aquests papers són els d'Ortrud (la dona de Friedich von Telramund, comte de Brabant), de Lohengrin, la deessa Venus (de Tannhäuser) i Kundry (dona sensual al servei de Klingsor, l'enemic dels cavallers del Grial), de Parsifal.
Cèlebres dives exponents d'aquesta tipologia de cantants són les mezzosopranos alemanyes Christa Ludwig i Waltraud Meier, les estatunidenques Grace Bumbry o Shirley Verrett o Edyth Walker, o la cantant lituana Violeta Urmana. Properes a la categoria Falcon es troben la soprano francesa Régine Crespin i la soprano nord-americana Jessye Norman, com també sopranos dramàtiques que amb el temps van anar reforçant els greus i escurçant els seus aguts.